# Boethus bassii
Boethus bassii là một loài tò vò trong họ Ichneumonidae.